# Arbusto Energy
Arbusto Energy (también llamado "Arbusto Oil") fue una compañía energética fundada en 1977 por el George Walker Bush, quien en el año 2001 se convertiría en el 43.er presidente de los Estados Unidos, cuando se iniciaba en el negocio del petróleo en Texas. El nombre se obtuvo de la traducción al Idioma español de la palabra inglesa Bush. En esta empresa Bush tuvo varios socios, entre los cuales estaba James R. Bath, de quien se ha dicho que trabajaba representando en distintos negocios a Salem Bin Laden, hijo de Mohammed Bin Laden, fundador de la multinacional Saudi Binladin, y medio hermano de Osama Bin Laden, fundador y líder de la organización terrorista Al Qaeda.
Tras los atentados del 11 de septiembre de 2001, numerosos periodistas comenzaron a investigar las relaciones empresariales entre la familia Bush y las familia Bin Laden, generando controversia sobre si Salem Bin Laden era socio de George Bush en Arbusto Energy, lo cual ha sido negado por James R. Bath. Dichas investigaciones son mencionadas en el documental Fahrenheit 9/11 de Michael Moore.